# День мови маратхі
День мови мара́тхі (маратхі Дін, маратхі Дівас : मराठी दिन, मराठी दिवस) відзначається 27 лютого щороку в індійських штатах Махараштра та Гоа. Цей день регулюється урядами штатів. Він відзначається в день народження видатного поета маратхі Кусумаграджа.
У школах та коледжах влаштовуються конкурси есе та семінари. Урядовців просять проводити різні заходи.